# Friedrich Reinhold Dressler
Friedrich Reinhold Dressler (* 27. November 1845 in Bautzen; † nach 1893) war ein deutscher Altphilologe und Gymnasiallehrer.

## Leben
Friedrich Reinhold Dressler, Sohn eines Gymnasiallehrers, besuchte das Gymnasium in Bautzen und studierte ab 1864 an der Universität Leipzig Klassische Philologie und wurde 1868 dort bei Friedrich Ritschl promoviert. Ab Dezember 1868 unterrichtete er an der Thomasschule in Leipzig, nach bestandener Lehramtsprüfung am 30. Juli 1869 ab dem 16. August 1869 am Gymnasium in Bautzen. Ab 1885 lehrte er am Gymnasium in Wurzen.
An diesem Gymnasium war Wilhelm Heinrich Roscher als Konrektor und Rektor tätig. Für dessen Ausführliches Lexikon der griechischen und römischen Mythologie schrieb Dressler wie zahlreiche andere Gymnasiallehrer Artikel. Insbesondere publizierte er zu Triton und den Tritonen.

## Veröffentlichungen (Auswahl)
- Quaestiones criticae ad Maximi et Antonii gnomologias spectantes. Dissertation Leipzig 1868 (Digitalisat).
- Das Geschichtswerk des Ephoros nach seinen Fragmenten und seiner Benutzung durch Diodor. Bautzen 1873 (Digitalisat).
- Triton und die Tritonen in der Literatur und Kunst der Griechen und Römer. 1. Teil. Wurzen 1892 (Digitalisat).
- Triton und die Tritonen in der Literatur und Kunst der Griechen und Römer. 2. Teil. Wurzen 1893 (Digitalisat).
- Triton und die Tritonen. In: Wilhelm Heinrich Roscher (Hrsg.): Ausführliches Lexikon der griechischen und römischen Mythologie. Band 5, Leipzig 1924, Sp. 1150–1207 (Digitalisat).